# Georg Anton Boxberger

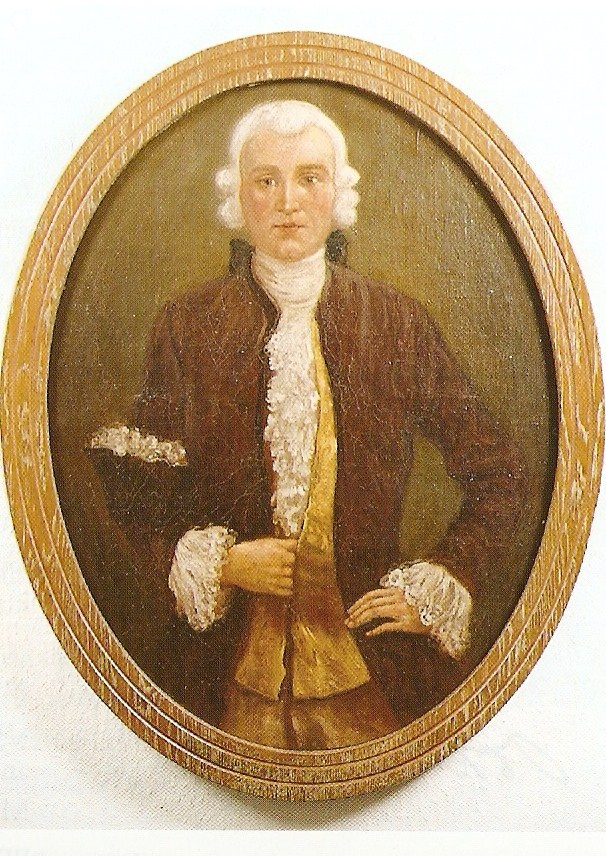
Georg Anton Boxberger

Georg Anton Boxberger (* 16. Mai 1679 in Hammelburg; † 2. Juli 1765 in Kissingen) war ein deutscher Apotheker und Stammvater der bedeutenden Apothekerfamilie Boxberger in Bad Kissingen.

## Leben

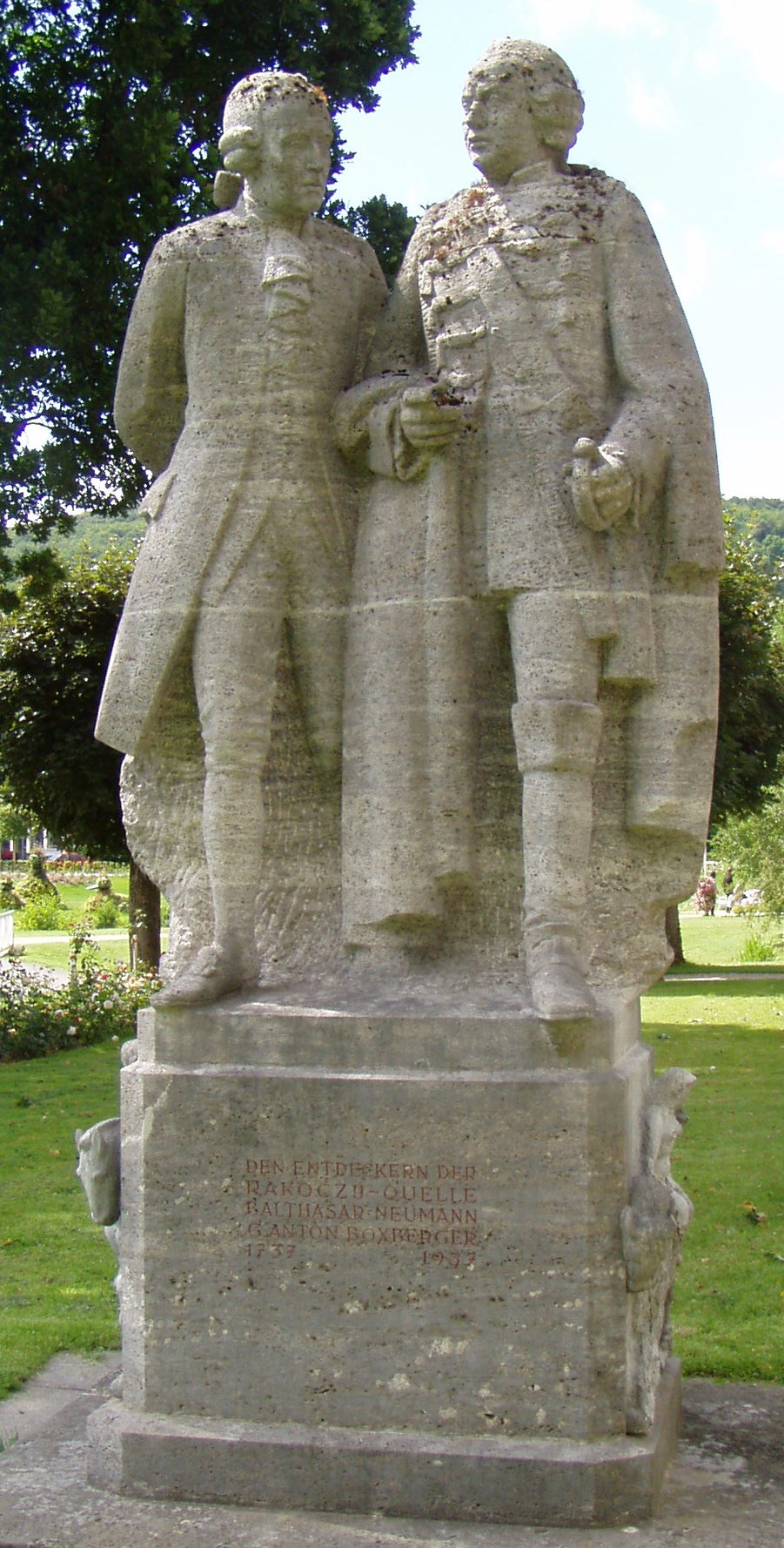
Boxberger-Neumann-Denkmal von Fried Heuler, Rosengarten in Bad Kissingen

Er stammte aus einer in Hammelburg alteingesessenen Familie und erlernte das Apotheker-Handwerk bei einem Onkel in Bamberg. Während seiner Lehr- und Wanderjahre vervollständigte er seine Kenntnisse in Bischofsheim, Würzburg, Straubing, Passau, Brünn, Salzburg und Brixen.
Boxberger gründete im Jahr 1710 im heutigen Haus Boxberger die erste Kissinger Apotheke, was ihm seitens der Stadt gern erlaubt wurde, da sich immer wieder Kurgäste über das Fehlen einer Apotheke beklagt hatten. Die offiziell 1711 gegründete Apotheke Boxberger blieb bis 1868 die einzige in der Kurstadt und bis 1891 in Familienbesitz.
Im Jahr 1711 erhielt Boxberger das Bürgerrecht, 1720 wurde er Mitglied des Stadtrats und 1726 zum ersten Mal sogar Bürgermeister. 1737 war er bei der vom Baumeister Balthasar Neumann veranlassten Verlegung der Fränkischen Saale der Mitentdecker der „Rákóczi-Mineralquelle“ im Kissinger Kurgarten, die ihren Namen nach dem ungarischen Freiheitskämpfer Franz II. Rákóczi erhielt, der seinerzeit sehr berühmt war. Er analysierte deren chemische Zusammensetzung, erkannte die Heilkraft ihres Wassers und legte damit einen weiteren Grundstein für die Bedeutung Kissingens in Europa. Die Rákóczi-Quelle ist noch heute die bekannteste Heilquelle Bad Kissingens.
Er war der Stammvater der bedeutenden Kissinger Apothekerfamilie. Die nach ihm benannte ehemalige Hofapotheke besteht noch heute. Die hier einst erfundenen „Kissinger Pillen“ gegen chronische Verstopfung werden zwar nicht mehr in der Boxberger-Apotheke hergestellt, doch die Kissinger Entfettungs-Tabletten „Silberne Boxberger“ gegen Adipositas (speziell die Mastfettsucht)  werden noch in Apotheken weltweit angeboten.

## Ehrungen
- Das lebensgroße Boxberger-Neumann-Denkmal von 1938, das Boxberger gemeinsam mit Balthasar Neumann darstellt und von Fried Heuler gestaltet wurde, wurde 1938 im Bad Kissinger Rosengarten aufgestellt und steht dort noch heute.
- Die nach ihm benannte Boxberger-Stiftung in Bad Kissingen vergibt seit 1964 den mit 10.000 DM dotierten „Boxberger-Preis“. Seit dem Jahr 2000 gibt es den neuen „Boxberger-Preis Bad Kissingen“, der im Zwei-Jahres-Turnus vergeben wird und nun mit 10.000 Euro dotiert ist.
- In Bad Kissingen gibt es heute die Boxberger-Straße.